# Музеи Екатеринбурга

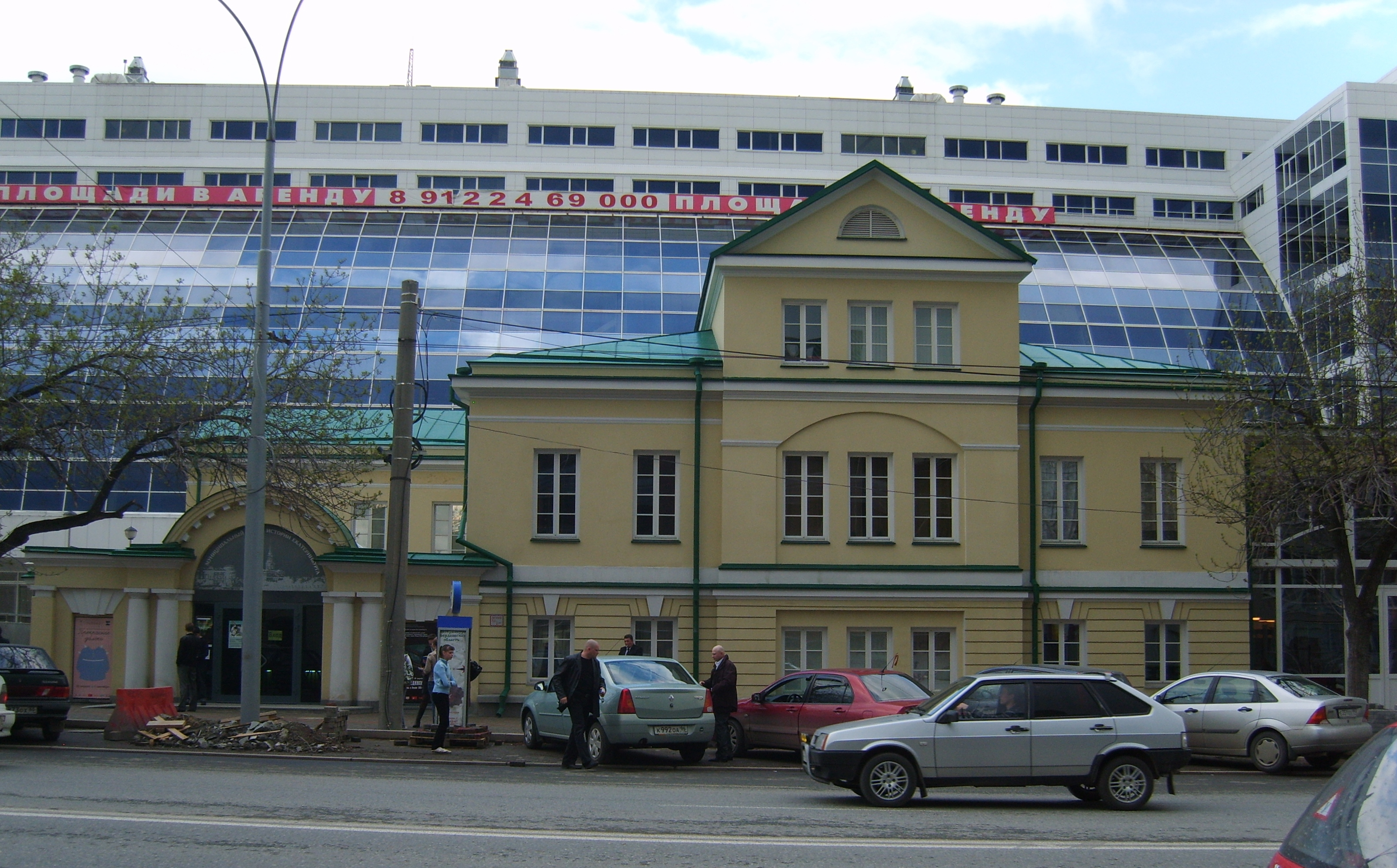
Музей истории Екатеринбурга

В Екатеринбурге открыты и функционируют в общем доступе порядка 65 музеев и художественных галерей.

## Условная классификация музеев Екатеринбурга
Классификация № 1 — по видам науки, искусства, производства
1. Галереи (живопись, фотография, графика, скульптура, предметы декоративно-прикладного искусства и т. п.)
2. Индустриальные (архитектурные, промышленной техники, транспорта, медицинские и т. п.)
3. Исторические (археологические, краеведческие, политические и т. п.)
4. Литературные
5. Природоведческие (геологические, минералогические и т. п.)
6. Игровые (музыки, танца, театра, кино, циркового и эстрадного искусства и т. п.)
7. Культурологические

Классификация № 2 — по организационной принадлежности
1. Гражданские
2. Военные
3. Духовные (церковно-приходские, музеи иконописи и т. п.)
4. Отраслевые (отраслей, учебных заведений, предприятий, организаций, служб и т. п.)

Классификация № 3 — по видам экспозиции (формам размещения экспонатов)
1. Реальные
2. Виртуальные

Классификация № 4 — по источнику
1. Общие
2. Персональные (мемориальные музеи, дома-музеи, квартиры-музеи и т. п.)

.

## Старейшие действующие музеи Екатеринбурга
| Название (торговая марка) | Класс. №1 | Класс. №2 | Класс. №3 | Год создания | Официальная страница в Интернете  | Адрес                 | Телефоны |
| --- | --------- | --------- | --------- | ------------ | --------------------------------- | --------------------- | -------- |
| Свердловский областной краеведческий музей                                                                                         | Истор.    | Гражд.    | Реал.     | 1871 год     | www.uole-museum.ru                | Малышева, 46          | 3764719  |
| Екатеринбургский музей изобразительных искусств (здание на ул. Воеводина)                                                          | Галер.    | Гражд.    | Реал.     | 1936 год     | www.emii.ru                       | Воеводина, 5          | 3710626  |
| Уральский геологический музей (УГГУ)                                                                                               | Природ.   | Гражд.    | Реал.     | 1937 год     | www.ursmu.ru                      | Куйбышева, 39         | 2573109  |
| Литературно-мемориальный дом-музей Д. Н. Мамина-Сибиряка (Объединенный музей писателей Урала)                                      | Литер.    | Персон.   | Реал.     | 1946 год     | www.ompu.ur.ru                    | Пушкина, 27           | 3713576  |
| Свердловская областная пожарно-техническая выставка (Государственная противопожарная служба ГУ МЧС России по Свердловской области) | Индуст.   | Отрас.    | Реал.     | 1958 год     | www.midural.ru/mchs/interesno.htm | Карла Либкнехта, 8    | 2174455  |
| Военно-исторический музей ПУрВО | Истор.    | Воен.     | Реал.     | 1959 год     | www.odo-ural.ru                   | Первомайская, 27      | 3501742  |
| Музей УГТУ-УПИ | Индуст.   | Гражд.    | Реал.     | 1964 год     | www.ustu.ru                       | Мира, 19              | 3754860  |
| Музей истории Уралмашзавода | Индуст.   | Отрасл.   | Реал.     | 1967 год     | www.uralmash.ru                   | Площадь 1-й Пятилетки |          |
| Мемориальный дом-музей П. П. Бажова (Объединенный музей писателей Урала)                                                           | Литер.    | Персон.   | Реал.     | 1969 год     | www.ompu.ur.ru                    | Чапаева, 11           | 2570692  |

## Действующие музеи Екатеринбурга
| Название (торговая марка) | Класс. № 1   | Класс. № 2 | Класс. № 3      | Год создания       | Официальная страница в Интернете                                             | Адрес                                           | Телефоны         |
| --- | ------------ | ---------- | --------------- | ------------------ | ---------------------------------------------------------------------------- | ----------------------------------------------- | ---------------- |
| Антимузей компьютеров и игр | Индуст.      | Гражд.     | Реал.           | 2016 год           | www.cyber-museum.ru                                                          | 8 Марта, 2                                      | +79676390223     |
| Галерея резиденции губернатора Свердловской области | Галер.       | Гражд.     | Реал.           | 1997 год           | -                                                                            | Горького, 21                                    | 3705468          |
| Уральский филиал Государственного центра современного искусства | Галер.       | Гражд.     | Реал.           | 1999 год           | www.ncca.ru/ekaterinburg                                                     | Добролюбова, 19а                                | 3858635          |
| Екатеринбургский музей изобразительных искусств (здание на ул. Вайнера) | Галер.       | Гражд.     | Реал.           | 1936 год           | www.emii.ru                                                                  | Вайнера, 11                                     | 3763045          |
| Екатеринбургский музей изобразительных искусств (здание на ул. Воеводина) | Галер.       | Гражд.     | Реал.           | 1936 год           | www.emii.ru                                                                  | Воеводина, 5                                    | 3710626          |
| Екатеринбургский музейный центр народного творчества «Гамаюн» | Галер.       | Гражд.     | Реал.           | 2001 год           | www.centrgamaun.ru                                                           | Гоголя, 20/5                                    | 3712041          |
| Международная галерея графики «Шлем» | Галер.       | Гражд.     | Реал.           | 2007 год           | -                                                                            | Куйбышева, 44                                   | 3596189          |
| Музей «Метальная лавка» (Музей истории Екатеринбурга) | Галер.       | Гражд.     | Реал.           | …                  | -                                                                            | Горького, 4                                     | 3712113          |
| Музей истории камнерезного и ювелирного искусства | Галер.       | Гражд.     | Реал.           | 1992 год           | www.stone-cutting.e-burg.ru                                                  | Ленина, 37                                      | 2712462          |
| Фотографический музей «Дом Метенкова» (Музей истории Екатеринбурга) | Галер.       | Гражд.     | Реал.           | 1993 год           | www.metenkov.narod.ru                                                        | Карла Либкнехта, 36                             | 3710637          |
| Музей старика Б. У. Кашкина (УрГУ) | Галер.       | Персон.    | Реал.           | 2008 год           | http://art.igni.urfu.ru/index.php/muzey-b.u.kashkina/muzej-b-u-kashkina.html | Ленина, 51                                      | 3507449          |
| Выставка-ярмарка «Минерал-Шоу» | Галер.       | Гражд.     | Реал. (продажи) | 1990 год           | www.mineral-show.ru                                                          | Посадская, 23                                   | 3565282          |
| Художественная галерея «Сабина-Арт» | Галер.       | Гражд.     | Реал. (продажи) | 2015 год           | www.sabinaartgallery.com                                                     | Радищева, 33                                    | 3797696          |
| Выставочный зал Общественного фонда «Екатеринбургский творческий союз деятелей культуры» | Галер.       | Гражд.     | Реал. (продажи) | 1998 год           | www.etcdk.ru                                                                 | Карла Маркса, 66                                | 2144318          |
| Галерея декоративно-прикладного искусства «АРТ-птица» | Галер.       | Гражд.     | Реал. (продажи) | 2010 год           | www.artbird.ru                                                               | Энгельса, 15                                    | 2206651          |
| Галерея Одоевского | Галер.       | Гражд.     | Реал. (продажи) | 1998 год           | www.odoevsky.ru                                                              | Сакко и Ванцетти, 99                            | 2156870          |
| Галерея «Белая галерея» (УрАГС) | Галер.       | Гражд.     | Реал. (продажи) | 1992 год           | www.belayagallery.com                                                        | 8 Марта, 66                                     | 2517896          |
| Галерея «ДА» (Дом актёра) | Галер.       | Гражд.     | Реал. (продажи) | 1996 год           | www.domaktera.ru                                                             | 8 марта, 8                                      | 3718966          |
| Галерея «Эгида» (Свердловская государственная академическая филармония) | Галер.       | Гражд.     | Реал. (продажи) | 1999 год           | www.filarmonia.e-burg.ru/gallery                                             | Карла Либкнехта, 38а                            | 3715839          |
| Галерея-салон «Золотой скорпион» | Галер.       | Гражд.     | Реал. (продажи) | 2003 год           | www.r-gold.ru                                                                | Бажова, 75а                                     | 3505705          |
| Галерея Синара Арт | Галер.       | Гражд.     | Реал. (продажи) | 2004 год           | sinara-center.com/gallery                                                    | КВК "Синара Центр", Верх-Исетский бульвар, 15/4 | 3502200          |
| Художественная галерея «Арт-Словарь» | Галер.       | Гражд.     | Реал. (продажи) | 2009 год           | www.art-slovar.ru                                                            | Шейнкмана, 10                                   | 3777750          |
| Художественная галерея «ПоЛе» | Галер.       | Гражд.     | Реал. (продажи) | 2004 год           | www.pole-gallery.ru                                                          | Ленина, 50ж                                     | 3501149          |
| Художественный салон «Ноев ковчег» | Галер.       | Гражд.     | Реал. (продажи) | …                  | www.kosk.ru                                                                  | Высоцкого, 14                                   | 3474515          |
| Музей «Дом Невьянской иконы» | Галер.       | Духовн.    | Реал.           | 1999 год           | www.ekaterinburg.guide/ru/                                                   | Энгельса, 15                                    | 2206650          |
| Екатеринбургский Музей В. С. Высоцкого | Игровые      | Персон.    | Реал.           | 2013 год           | www.visotsky-e.ru                                                            | Малышева, 51                                    | 3784111          |
| Музей-театр «Барабанный дом» | Игровые      | Гражд.     | Реал.           | 2012 год           | www.barabanim.ru                                                             | 8 Марта, 76б                                    | +79122122222     |
| Музей архитектуры и дизайна УрГАХУ | Индуст.      | Гражд.     | Реал.           | 1975 год           | www.museumarch.com                                                           | Горького, 4а                                    | 3547819          |
| Музей УГТУ-УПИ | Индуст.      | Гражд.     | Реал.           | 1964 год           | www.ustu.ru                                                                  | Мира, 19                                        | 3754860          |
| Музейно-выставочный комплекс УрГАХУ | Индуст.      | Гражд.     | Реал.           | 2000 год           | -                                                                            | Карла Либкнехта, 23                             | 3713369          |
| Музей истории развития трамвайно-троллейбусного управления Екатеринбурга | Индуст.      | Отрасл.    | Реал.           | 1998 год           | http://www.ettu.ru/about/museum/                                             | Степана Разина, 51                              | 2572341          |
| Музей истории Уралмашзавода | Индуст.      | Отрасл.    | Реал.           | 1967 год           | www.uralmash.ru                                                              | Культуры, 3                                     | 3274400          |
| Музей истории, науки и техники Свердловской железной дороги | Индуст.      | Отрасл.    | Реал.           | 2003 год           | www.svzd.rzd.ru                                                              | Вокзальная, 14                                  | 3584222          |
| Музей радио им. А. С. Попова (Свердловский областной краеведческий музей) | Индуст.      | Отрасл.    | Реал.           | 1986 год           | www.uole-museum.ru                                                           | Розы Люксембург, 9/11                           | 3715060          |
| Музей энергетики Урала (на базе Музея истории свердловской энергосистемы Филиала ОАО «МРСК Урала» — Свердловэнерго) | Индуст.      | Отрасл.    | Реал.           | 2009 (1977) год    | www.musen.ru                                                                 | Космонавтов, 17а                                | 3890564          |
| Свердловская областная пожарно-техническая выставка (Государственная противопожарная служба ГУ МЧС России по Свердловской области) | Индуст.      | Отрасл.    | Реал.           | 1958 год           | www.midural.ru/mchs/interesno.htm                                            | Карла Либкнехта, 8                              | 2174455          |
| Свердловский областной Музей истории медицины | Индуст.      | Отрасл.    | Реал.           | 1982 год           | http://somkural.ru/branches_college/muzey/                                   | Карла Либкнехта, 8б                             | 3716063          |
| Военно-исторический музей ПУрВО | Истор.       | Воен.      | Реал.           | 1959 год           | www.odo-ural.ru                                                              | Первомайская, 27                                | 3501742          |
| Музей военно-морского флота «Морской пехотинец» | Истор.       | Воен.      | Реал.           | 2005 год           | -                                                                            | Победы, 70б                                     | 3319132          |
| Музей памяти воинов-интернационалистов «Шурави» (УрГПУ) | Истор.       | Воен.      | Реал.           | 1991 год           | www.culture.ekburg.ru/institutions/museum/shuravi                            | Космонавтов, 26                                 | 3361435          |
| Музей воздушно-десантных войск «Крылатая гвардия» (филиал Уральского государственного военно-исторического музея) | Истор.       | Воен.      | Реал.           | 1994 год           | www.museumvdv.ru                                                             | Крылова, 2а                                     | 2468234          |
| Музей истории Екатеринбурга (с 1924 года — Государственный мемориальный музей Я. М. Свердлова, с 1991 года — Музей истории общественно-политических движений Урала, с 1992 года — Музей политической истории Урала, с 1995 года — Музей истории Екатеринбурга) | Истор.       | Гражд.     | Реал.           | 1995 год           | www.m-i-e.ru                                                                 | Карла Либкнехта, 26                             | 3712111          |
| Музей истории и археологии Среднего Урала (Свердловский областной краеведческий музей) | Истор.       | Гражд.     | Реал.           | …                  | www.uole-museum.ru                                                           | Ленина, 69/10                                   | 3507550          |
| Музей советского быта «Сделано в СССР» | Истор.       | Гражд.     | Реал.           | 2017 год           | www.ural-madeinussr.ru                                                       | Сакко и Ванцетти, 40                            | 3020679          |
| Музей купеческого быта (Свердловский областной краеведческий музей) | Истор.       | Гражд.     | Реал.           | Открытие ожидается | www.uole-museum.ru                                                           | Сакко и Ванцетти, 28                            | 3710521          |
| Музейно-выставочный центр «Дом на Покровском» (Свердловский областной краеведческий музей) | Истор.       | Гражд.     | Реал.           | …                  | www.uole-museum.ru                                                           | Малышева, 46                                    | 3764762          |
| Свердловский областной краеведческий музей | Истор.       | Гражд.     | Реал.           | 1871 год           | www.uole-museum.ru                                                           | Малышева, 46                                    | 3764719          |
| Галерея Храма-на-Крови | Истор.       | Духовн.    | Реал.           | 2003 год           | -                                                                            | Толмачева, 34а                                  | 3716168          |
| Уральский центр Б. Н. Ельцина (Центр современной региональной политической истории) | Истор.       | Персон.    | Реал.           | 2006 год           | www.ural-yeltsin.ru                                                          | Коминтерна, 16                                  | 3565790          |
| Музей живой книги (Объединенный музей писателей Урала) | Литер.       | Гражд.     | Вирт.           | …                  | www.kniga.ompu.ur.ru                                                         | -                                               | 3714652          |
| Музей «Литературная жизнь Урала XIX века» (Объединенный музей писателей Урала) | Литер.       | Гражд.     | Реал.           | 1996 год           | www.ompu.ur.ru                                                               | Толмачева, 41                                   | 3712281          |
| Музей «Литературная жизнь Урала XX века» (Объединенный музей писателей Урала) | Литер.       | Гражд.     | Реал.           | 1993 год           | www.ompu.ur.ru                                                               | Пролетарская, 10                                | 3710591          |
| Музей кукол и детской книги «Страна чудес» (Объединенный музей писателей Урала) | Литер.       | Гражд.     | Реал.           | 2000 год           | www.ompu.ur.ru                                                               | Пролетарская, 16                                | 3713786          |
| Объединенный музей писателей Урала | Литер.       | Гражд.     | Реал.           | 1946 год           | www.ompu.ur.ru                                                               | Толмачева, 41                                   | 3714652          |
| Виртуальный музей А. П. Гайдара (Объединенный музей писателей Урала) | Литер.       | Персон.    | Вирт.           | …                  | www.gaidar.ompu.ur.ru                                                        | -                                               | -                |
| Литературно-мемориальный дом-музей Д. Н. Мамина-Сибиряка (Объединенный музей писателей Урала) | Литер.       | Персон.    | Реал.           | 1946 год           | www.ompu.ur.ru                                                               | Пушкина, 27                                     | 3713576          |
| Литературно-мемориальный дом-музей Ф. М. Решетникова (Объединенный музей писателей Урала) | Литер.       | Персон.    | Реал.           | 1991 год           | www.ompu.ur.ru                                                               | Пролетарская, 6                                 | 3714526          |
| Мемориальный дом-музей П. П. Бажова (Объединенный музей писателей Урала) | Литер.       | Персон.    | Реал.           | 1969 год           | www.ompu.ur.ru                                                               | Чапаева, 11                                     | 2570692          |
| Музей г-на Che(хова) — знакомого незнакомца (Объединенный музей писателей Урала и Отель «Чеховъ») | Литер.       | Персон.    | Реал.           | 2010 год           | www.chekhov-hotel.ru                                                         | 8 Марта, 32                                     | 2829737          |
| Музей плодового садоводства Среднего Урала (Свердловский областной краеведческий музей) | Природ.      | Гражд.     | Реал.           | 1994 год           | www.uole-museum.ru                                                           | Октябрьской Революции, 40                       | 3581774          |
| Музей природы Урала (Свердловский областной краеведческий музей) | Природ.      | Гражд.     | Реал.           | 1871 год           | www.uole-museum.ru                                                           | Горького, 4                                     | 3712113          |
| Уральский геологический музей (УГГУ) | Природ.      | Гражд.     | Реал.           | 1937 год           | www.ursmu.ru                                                                 | Куйбышева, 39                                   | 2573109          |
| Уральский минералогический музей | Природ.      | Гражд.     | Реал.           | 2000 год           | www.pelepenko-va.ru                                                          | Красноармейская, 1                              | 3506019          |
| Художественный музей Эрнста Неизвестного (Свердловский областной краеведческий музей) | Галер.       | Гражд.     | Реал.           | 2013 год           | www.en-artmuseum.ru                                                          | Добролюбова, 14                                 | 3891482, 3891483 |
| Музей маленьких историй | Культуролог. | Гражд.     | Реал.           | 2013 год           | -                                                                            | Октябрьской революции, 35                       | 2904713, 2069639 |
| Музей ретро-автомобилей «ETS Classic Cars» | Индуст.      | Гражд.     | Реал.           | 2016 год           | www.etsclassiccars.com                                                       | Реактивная, 81                                  | 3714055          |
| Парк-музей «Россия — моя история. Свердловская область» | Истор.       | Гражд.     | Вирт.+Реал.     | 2017 год           | -                                                                            | Народной воли, 49                               | 2862525          |
| Объединенный музей писателей Урала | Литер.       | Гражд.     | Реал.           | 1980 год           | www.ompu.ur.ru                                                               | Толмачева, 41                                   | 3714652          |
| Культурно-выставочный центр «Эрмитаж-Урал» — структурное подразделение Екатеринбургского музея изобразительных искусств (здание на ул. Вайнера) | Галер.       | Гражд.     | Реал.           | 2021 год           | www.emii.ru                                                                  | Вайнера, 11                                     | 3763045          |
| Музей военной истории Урала «Свердловск: Говорит Москва!» (Музей Левитана) | Истор.       | Воен.      | Реал.           | 2020 год           | www.ugvim.ru                                                                 | 8 Марта, 28 / Радищева, 2                       | 2325257          |

## Закрытые музеи Екатеринбурга
| Название (торговая марка)                                                                                       | Класс. №1 | Класс. №2 | Класс. №3 | Годы работы   | Адрес последнего размещения |
| --- | --------- | --------- | --------- | ------------- | --------------------------- |
| Музей истории комсомола и молодёжного движения (другое название - Музей молодёжи) (Музей истории Екатеринбурга) | Истор.    | Гражд.    | Реал.     | 1958-2006 гг. | Карла Либкнехта, 32         |